# Stanley Gibbons Limited
Stanley Gibbons Group Limited (рус. Стэ́нли Ги́ббонс Груп Ли́митед, или просто Стэ́нли Ги́ббонс) — английская компания, расположенная в Лондоне и зарегистрированная на острове Джерси, которая занимается продажей почтовых марок и иных филателистических материалов, а также изданием филателистической литературы. Старейший и один из наиболее уважаемых филателистических дилеров, существующий с 1856 года.

## История

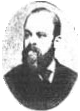
Эдвард Стэнли Гиббонс (1840—1913)

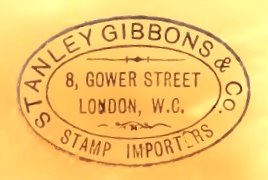
Оттиск резинового штампа Stanley Gibbons с указанием адреса на Гауэр-стрит, 8 (1881)

Предприятие было основано ливерпульцем Эдвардом Стэнли Гиббонсом (1840—1913). Согласно корпоративной легенде, будущий основатель фирмы в девятилетнем возрасте уговорил отца выделить ему уголок для торговли почтовыми марками в отцовской аптекарской лавке в Плимуте.
Счастье улыбнулось Эдварду в 1856 году (который и считается годом основания компании), когда он выкупил за 5 фунтов у двух заезжих английских моряков сумку с гашёными марками, которую те, в свою очередь, выиграли в благотворительную лотерею в Кейптауне. В сумке находились тысячи марок Мыса Доброй Надежды — треуголки Капской колонии, включая несколько бракованных экземпляров с редкими ошибками в цвете. Их успешная перепродажа положила начало будущему процветанию предприятия — торговому дому «Стэнли Гиббонс», основанному в 1865 году.
В 1872 году Стэнли Гиббонс продал аптечный бизнес, доставшийся ему от отца, и переехал на Локьер-стрит (Lockyer Street). Однако в 1874 году растущая компания снова поменяла адрес, переместившись в Клэпхэм, а в 1876 году — на Гауэр-стрит.
C 1879 года фирма С. Гиббонса начала издавать филателистические каталоги.
В 1891 году Stanley Gibbons Ltd впервые открыл на лондонском Стрэнде магазинчик в здании № 435.

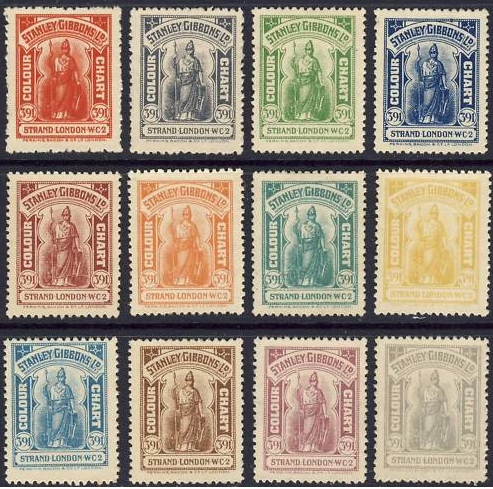
Марки для определения цвета, напечатанные для «Стэнли Гиббонс» фирмой «Перкинс Бэкон». Внизу марок указан адрес компании: Strand • London • WC2

С 1914 года компания получила королевское разрешение для осуществления деятельности в области торговли почтовыми марками.
В 1998 году «Стэнли Гиббонс» был куплен цветочной фирмой Flying Flowers Ltd за 13,5 млн фунтов стерлингов. Однако спустя два года, компании снова разделились, образовав холдинг Communitie.com Limited. 23 апреля 2002 года холдинг был переименован в Stanley Gibbons Group Limited, и новое название вступило в силу 2 мая того же года.

Один из каталогов «Стэнли Гиббонс» за 2007 год

## Современность
Компания выпускает филателистические каталоги, другую филателистическую литературу и альбомы для марок, а также формирует инвестиционные портфели из различных редких почтовых марок для своих заказчиков.

Альбомы для марок Великобритании фирмы «Стэнли Гиббонс»: первое (1977) и пятое (1987) издания

Компания является независимым акционерным обществом. По состоянию на 2007 год, крупнейшими держателями акций (с долей более 3 %) являются:
- Forum European Smallcaps GmbH — 4 790 000 акций (19,09 %).
- BlackRock Investment Management (UK) Limited — 1 784 829 акций (7,1 %).
- Standard Life Investments Limited — 1 612 250 акций (6,4 %).
- Montanaro UK Smaller Companies Investment Trust PLC — 958 800 акций (3,81 %).
- Merrill Lynch UK Smaller Companies Fund — 754 462 акций (3,0 %).

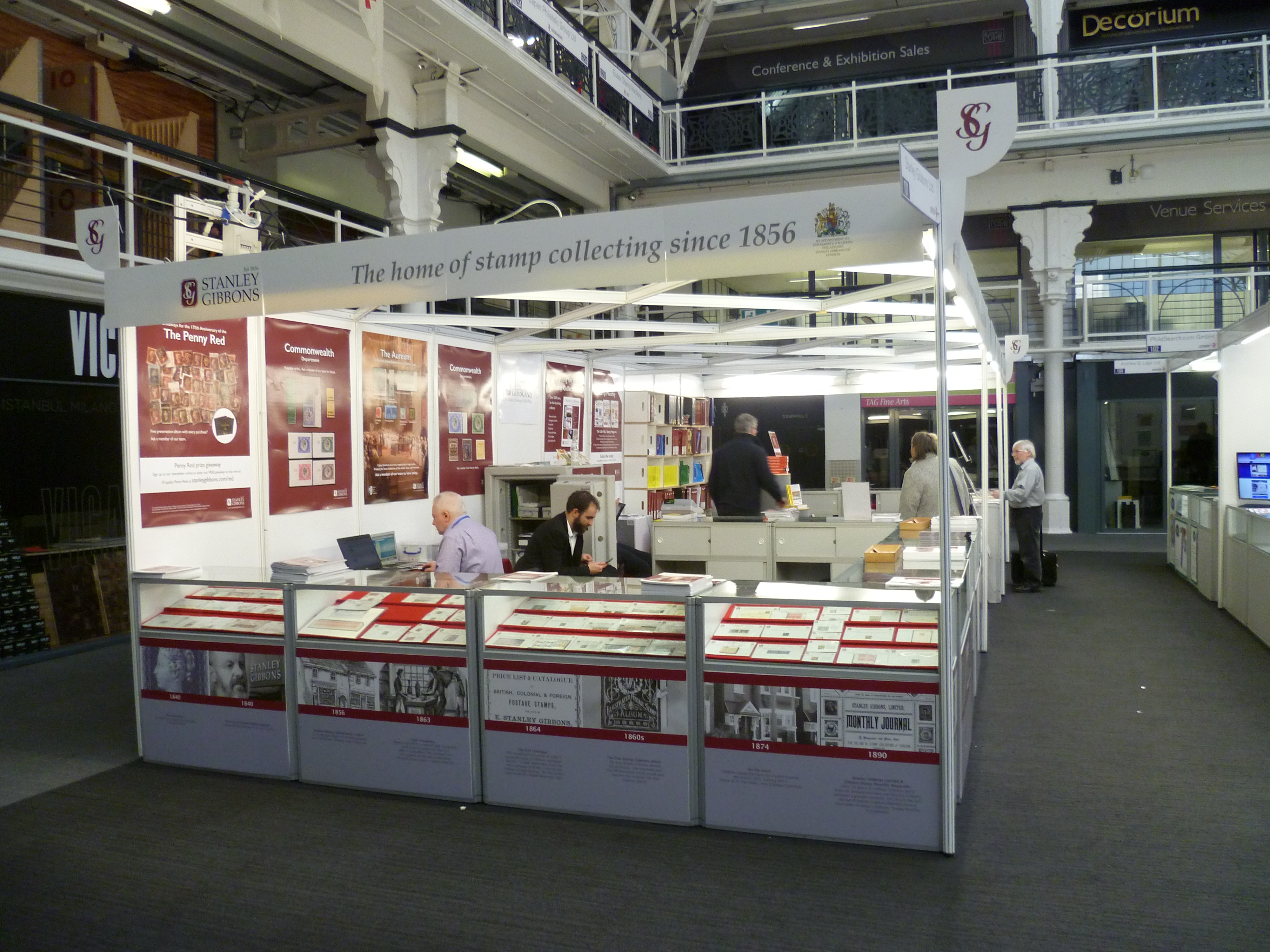
Экспозиция фирмы «Стэнли Гиббонс» на филателистической выставке «Spring Stampex 2016»

## Расположение
Ныне «Стэнли Гиббонс» занимает два этажа старинного особняка по адресу:
399 Strand, London, United Kingdom
|                                                     |  |
| Магазин компании на Стрэнд, 399 — общий вид снаружи |  |

|                              |  |  |
| Наружное оформление магазина |  |  |

|                |  |
| Магазин внутри |  |

## Дополнительные факты
- Известный российский филателист Ф. Л. Брейтфус (1851—1907), живший в Петербурге, незадолго до своей смерти продал фирме «Стэнли Гиббонс» свою коллекцию, которая считалась на тот момент третьей в мире после собраний Филиппа Феррари в Париже и Т. Таплинга (1855—1891) в Лондоне[5].
- Компании Stanley Gibbons принадлежит рекорд, занесённый в книгу рекордов Гиннесса в категории «крупнейшая единоразово оплаченная филателистическая покупка». В 1979 году компания за $10 млн купила коллекцию Марка Хааса (Marc Haas), состоящую из 3000 почтовых конвертов США, которые датированы до 1869 года, включая конверты домарочного периода[4][11].